# Trasadingen
Trasadingen – miejscowość i gmina w północnej Szwajcarii, w kantonie Szafuza.  

## Demografia
W Trasadingen mieszka 638 osób. W 2021 roku 24,5% populacji gminy stanowiły osoby urodzone poza Szwajcarią. 

## Transport
Przez teren gminy przebiega droga główna nr 13.
Znajduje się tutaj przystanek kolejowy Trasadingen.